# Dev-C++
Dev-C++는 GNU 라이선스로 보급되는 사용이 자유로운 C/C++ 언어의 통합 개발 환경이다. 오픈 소스이자 자유 컴파일러인 MinGW 컴파일러와 함께 제공된다. 이 통합 개발 환경은 델파이로 작성되었다. 윈도우 환경에서만 사용할 수 있다. 그러나 리눅스 용으로도 개발되고 있다. 헤더 파일과 경로 구분 문자는 플랫폼 간에 전환할 수 있다.
이 소프트웨어를 기반으로 한 환경으로는 wxDev-C++가 있다.
윈도우 8은 호환성 때문에 그냥은 사용할 수 없고 윈도 7 호환성 모드를 사용해야 된다.
하지만 지금은 회사 측에서 개발을 중단한 상태로 방치된 상태이다.

## 같이 보기
- 시그윈
- MinGW